# F. Marion Simpson
Francis Marion Simpson (* 1854 in Dixmont, Maine; † 16. Juni 1932 in Bangor, Maine) war ein US-amerikanischer Geschäftsmann und Politiker, der von 1895 bis 1900 Maine State Treasurer war.

## Leben
F. Marion Simpson wurde in Dixmont, Maine als Sohn von Frederick A. und Harriet L. Simpson geboren. Er besuchte die örtlichen Schulen und machte seinen Abschluss am Maine Central Institute in Pittsfield. Im Jahr 1868 zog er mit seinen Eltern nach Carmel. Dort arbeitete er als Verkäufer für seinen Vater, der einen Handelsgeschäft zunächst in Dixmont und später in Carmel Village betrieb. Als er 24 Jahre alt war, übernahm er das Geschäft von seinem Vater und führte es bis zum Jahr 1884, als er Lewis C. Whitten als Partner aufnahm. Danach firmierten sie unter Simpson & Whitten.
Neben seinem Geschäft war er als Versicherungskaufmann für eine Feuerversicherung tätig und im Jahr 1878 wurde er zum Trial Justice des Penobscot Countys ernannt. Diese Funktion übte er vierzehn Jahre aus.
Politisch war Simpson Mitglied der Republikanischen Partei. Er war sechs Jahre Town Clerk, zwei Jahre Collector of Taxes und drei Jahre Vorsitzender des Board of Selectmen von Carmel. Er war Mitglied des Republikanischen County Comittees des Penobscot Countys und arbeitete sechzehn Jahre als Vorsitzender des Republikanischen Town Comittees von Carmel.
Im Jahr 1884 wurde er in das Repräsentantenhaus von Maine gewählt und von 1888 bis 1891 war er als Senator im Senat von Maine. Während seiner Zeit im Repräsentantenhaus war er Vorsitzender des Ausschusses für Binnenwasserstraßen und indianische Angelegenheiten und war Mitglied der Ausschüsse für Financial Affairs, Banks and Banking, State Prison, Ways and Bridges und Public Buildings.
Er war Postmaster von Carmel und war Mitglied des Executive Councils in den Jahren 1891 bis 1892. In den Jahren 1893 bis 1894 war er Mitglied des Governors Councils von Gouverneur Cleaves.
Von 1895 bis 1900 war er Treasurer von Maine und in den Jahren 1899, 1904 und 1924 war er Delegierter auf der Republikanischen National Convention in Maine.
Simpson heiratete im Jahr 1884 Mary Linnie Benjamin. Sie hatten einen Sohn. Er starb am 16. Juni 1932 in Bangor, sein Grab befindet sich auf dem Mount Hope Cemetery in Bangor.
In seinem Namen wurde die Simpson Memorial Library in Carmel gestiftet.